# جيري سانت جيرمان
جيري سانت جيرمان (بالإنجليزية: Gerry St. Germain)‏ هو سياسي كندي، ولد في 6 نوفمبر 1937 في وينيبيغ في كندا. حزبياً، نشط في حزب المحافظين الكندي والحزب الكندي التقدمي المحافظ. وقد انتخب عضو مجلس الشيوخ الكندي وانتخب عضو مجلس العموم الكندي.